# Burgfelden
Burgfelden is een plaats in de Duitse gemeente Albstadt, deelstaat Baden-Württemberg, en telt 345 inwoners (2006).
Burgfelden · Ebingen · Laufen aan de Eyach · Lautlingen · Margrethausen · Onstmettingen · Pfeffingen · Tailfingen · Truchtelfingen